# شهرستان ورخندنیپروسک
شهرستان ورخندنیپروسک (به لاتین: Verkhnodniprovsk Raion) یک سکونتگاه مسکونی در اوکراین است که در استان دنیپروپتروفسک واقع شده‌است.

## خصوصیات
شهرستان ورخندنیپروسک ۱٬۲۸۶ کیلومترمربع مساحت و ۵۳٬۸۶۰ نفر جمعیت دارد.